# Division I i handboll för damer 1970/1971
Division I i handboll för damer 1970/1971 var uppdelad på tre serier, som följdes av ett SM-slutspel mellan gruppsegrarna ur de tre Division I-serierna + vinnaren i kvalet mellan tre av fyra segrare ur Norrlandsgrupperna. Kvinnliga IK Sport blev svenska mästarinnor genom att finalbesegra Borlänge HK med 10-8.

## Sluttabell

### Division I Östra
| Nr | Lag                                          | Matcher | Vinst | Oavgjort | Förlust | Målskillnad | Poäng |
| -- | -------------------------------------------- | ------- | ----- | -------- | ------- | ----------- | ----- |
| 1  | Borlänge HK                                  | 18      | 17    | 1        | 0       | 233-99      | 35    |
| 2  | Stockholmspolisens IF (Kvinnliga SK Artemis) | 18      | 14    | 1        | 3       | 193-109     | 29    |
| 3  | IFK Nyköping                                 | 18      | 13    | 0        | 5       | 155-21      | 26    |
| 4  | IF Skade                                     | 18      | 9     | 2        | 7       | 145-132     | 20    |
| 5  | IK Bolton                                    | 18      | 7     | 2        | 9       | 156-148     | 16    |
| 6  | Västerås HK                                  | 18      | 8     | 0        | 8       | 134-166     | 16    |
| 7  | Uppsala Studenters IF                        | 18      | 5     | 1        | 12      | 155-199     | 15    |
| 8  | IFK Norrköping                               | 18      | 4     | 3        | 11      | 129-160     | 15    |
| 9  | Djurgårdens IF                               | 18      | 5     | 0        | 3       | 108-154     | 10    |
| 10 | Tallens IK                                   | 18      | 1     | 0        | 17      | 98-223      | 2     |

### Division I Västra
| Nr | Lag                 | Matcher | Vinst | Oavgjort | Förlust | Målskillnad | Poäng |
| -- | ------------------- | ------- | ----- | -------- | ------- | ----------- | ----- |
| 1  | Kvinnliga IK Sport  | 18      | 10    | 0        | 1       | 235-96      | 34    |
| 2  | HK Linne            | 18      | 13    | 0        | 5       | 176-130     | 26    |
| 3  | BK Randi            | 18      | 12    | 1        | 5       | 201-126     | 25    |
| 4  | IF Hellton          | 18      | 10    | 1        | 7       | 174-156     | 21    |
| 5  | GIK Wasaiterna      | 18      | 9     | 1        | 8       | 126-122     | 19    |
| 6  | HK Aranäs           | 18      | 8     | 1        | 9       | 130-153     | 17    |
| 7  | Hangelösa HF        | 18      | 7     | 2        | 9       | 170-184     | 16    |
| 8  | BK Heid             | 18      | 5     | 2        | 11      | 161-210     | 112   |
| 9  | Kvinnliga IK Centra | 18      | 4     | 1        | 13      | 124-193     | 9     |
| 10 | Skövde HF           | 18      | 0     | 1        | 17      | 83-210      | 1     |

### Division I Södra
| Nr | Lag            | Matcher | Vinst | Oavgjort | Förlust | Målskillnad | Poäng |
| -- | -------------- | ------- | ----- | -------- | ------- | ----------- | ----- |
| 1  | IFK Karlskrona | 14      | 13    | 0        | 1       | 219-227     | 26    |
| 2  | Rödeby AIF     | 14      | 9     | 1        | 4       | 148-130     | 19    |
| 3  | Vikingarnas IF | 14      | 9     | 0        | 5       | 157-136     | 18    |
| 4  | Kalmar AIK     | 14      | 8     | 1        | 5       | 125-101     | 17    |
| 5  | Eslövs IK      | 14      | 7     | 0        | 7       | 114-197     | 14    |
| 6  | IFK Malmö      | 14      | 5     | 0        | 9       | 119-159     | 10    |
| 7  | Älmhults IF    | 14      | 1     | 2        | 11      | 117-181     | 4     |
| 8  | Mönsterås HK   | 14      | 1     | 2        | 11      | 82-150      | 4     |

## SM-slutspel

### Semifinaler
- ? 1971: Kvinnliga IK Sport-IFK Karlskrona 15-13
- ? 1971: Borlänge HK-Lillpite IF 20-11

### Final
- ? 1971: Kvinnliga IK Sport-Borlänge HK 10-8

- Kvinnliga IK Sport svenska mästarinnor.